# Иерофей (Гарифалос)
Митрополи́т Иерофе́й (греч. Μητροπολίτης Ιερόθεος Γαρύφαλλος; 1934, Андрос — 26 августа 2019, Митилини) — епископ Элладской православной церкви, митрополит Лемносский (1988—2019).

## Биография
Родился в 1934 году в городе Андросе.
В 1959 году окончил богословский институт Афинского университета и позднее продолжил обучение в Оксфордском университете.
16 октября 1954 года был пострижен в монашество в Успенском монастыре в Пендели.
13 ноября 1954 года был рукоположен в сан диакона, а 1 марта 1959 года — в сан пресвитера. Был протосинкеллом, проповедником, катехизатором и преподавателем в лицеях Козани, Лондона, Орестиасе и Афинах.
С 1968 по 1988 год был секретарём Священного синода Элладской православной церкви, членом синодальных комитетов и редактором церковного календаря (1974—1989). Принимал участие во многих всегреческих и международных конференциях, представлял Элладскую православную церковь на мероприятиях с участием как православных, так и не православных деноминаций.
В ноябре 1988 года Священным синодом Элладской православной церкви был избран для рукоположения в сан митрополита Лемносского. 22 ноября 1988 года был рукоположен в архиерейский сан.
Скончался 26 августа 2019 года в больнице города Митилини на острове Лесбосе, куда он был доставлен 25 августа в связи с отёком лёгких.

## Награды
- Медаль Костромской епархии РПЦ за «большой вклад в служение Церкви Христовой и работу с молодежью» (2011, «за помощь в работе молодёжного православного отряда „Лемнос“, который занимается восстановлением российских захоронений на острове»)[4]